# تجمع التجارة
تجمع التجارة قرية تابعة لمركز السادات في محافظة المنوفية في جمهورية مصر العربية.